# Czesław Rzedzicki
Czesław Rzedzicki (ur. 5 stycznia 1896 w Trzcińcu, zm. 6 listopada 1989) – pułkownik piechoty Wojska Polskiego, kawaler Orderu Virtuti Militari.

## Życiorys
Urodził się 5 stycznia 1896 we wsi Trzciniec, w pow. lubelskim, w rodzinie Walentego i Franciszki z d. Pietroń.
Do 1924 pełnił służbę w 28 Pułku Piechoty w Łodzi. W jego szeregach walczył na wojnie z bolszewikami. 3 maja 1922 został zweryfikowany w stopniu kapitana ze starszeństwem z 1 czerwca 1919 i 773. lokatą w korpusie oficerów piechoty. W 1924 został przeniesiony do 19 Pułku Piechoty we Lwowie. 12 kwietnia 1927 został mianowany majorem ze starszeństwem z 1 stycznia 1927 i 36. lokatą w korpusie oficerów piechoty. W następnym miesiącu został przeniesiony do 26 Pułku Piechoty we Lwowie na stanowisko dowódcy I batalionu. W styczniu 1931 został przeniesiony z Centralnej Szkoły Strzelniczej w Toruniu do Centrum Wyszkolenia Piechoty w Rembertowie, w którym wykładał taktykę piechoty. W kwietniu 1934 został przeniesiony do Korpusu Ochrony Pogranicza na stanowisko dowódcy Batalionu KOP „Podświle”.
27 czerwca 1935 został mianowany podpułkownikiem ze starszeństwem z 1 stycznia 1935 i 16. lokatą w korpusie oficerów piechoty. W marcu 1939 pełnił służbę w Ośrodku Wyszkolenia Rezerw Piechoty w Różanie na stanowisku zastępcy komendanta i jednocześnie dowódcy batalionu manewrowego.
W sierpniu 1939, w czasie mobilizacji, objął dowództwo rezerwowego 115 Pułku Piechoty. Na jego czele walczył w kampanii wrześniowej. Bronił przedmościa Różan. 7 września został ranny. W latach 1940–1941 był dowódcą 12 Batalionu Kadrowego Strzelców należącego do 4 Brygady Kadrowej Strzelców. W 1945, w stopniu pułkownika, był komendantem Centrum Wyszkolenia Piechoty w Perth w Szkocji. 9 grudnia 1959 otrzymał brytyjskie obywatelstwo. Był wówczas urzędnikiem zamieszkałym w Londynie.

## Ordery i odznaczenia
- Krzyż Srebrny Orderu Wojskowego Virtuti Militari (28 lutego 1921)[18][19]
- Krzyż Niepodległości (20 lipca 1932)[20][21]
- Krzyż Walecznych (dwukrotnie)[22]
- Złoty Krzyż Zasługi (10 listopada 1928)[23][24]
- Medal Zwycięstwa („Médaille Interalliée”)[25]